# Bosque de Grunewald
Grunewald es un bosque de Alemania ubicado al oeste de Berlín, en el este del río Havel dentro del término de Grunewald.
Con una extensión de 3.000 ha (7.400 acres), es la zona más verde de la capital germana.

## Geografía

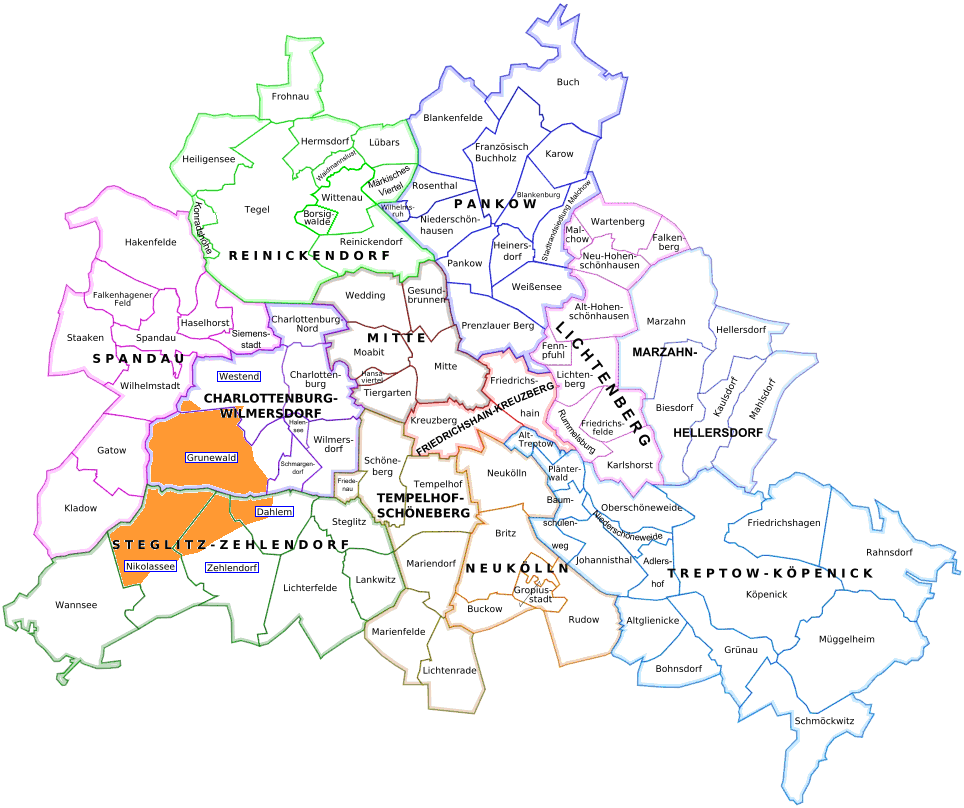
Mapa de Berlín. En naranja el área del bosque

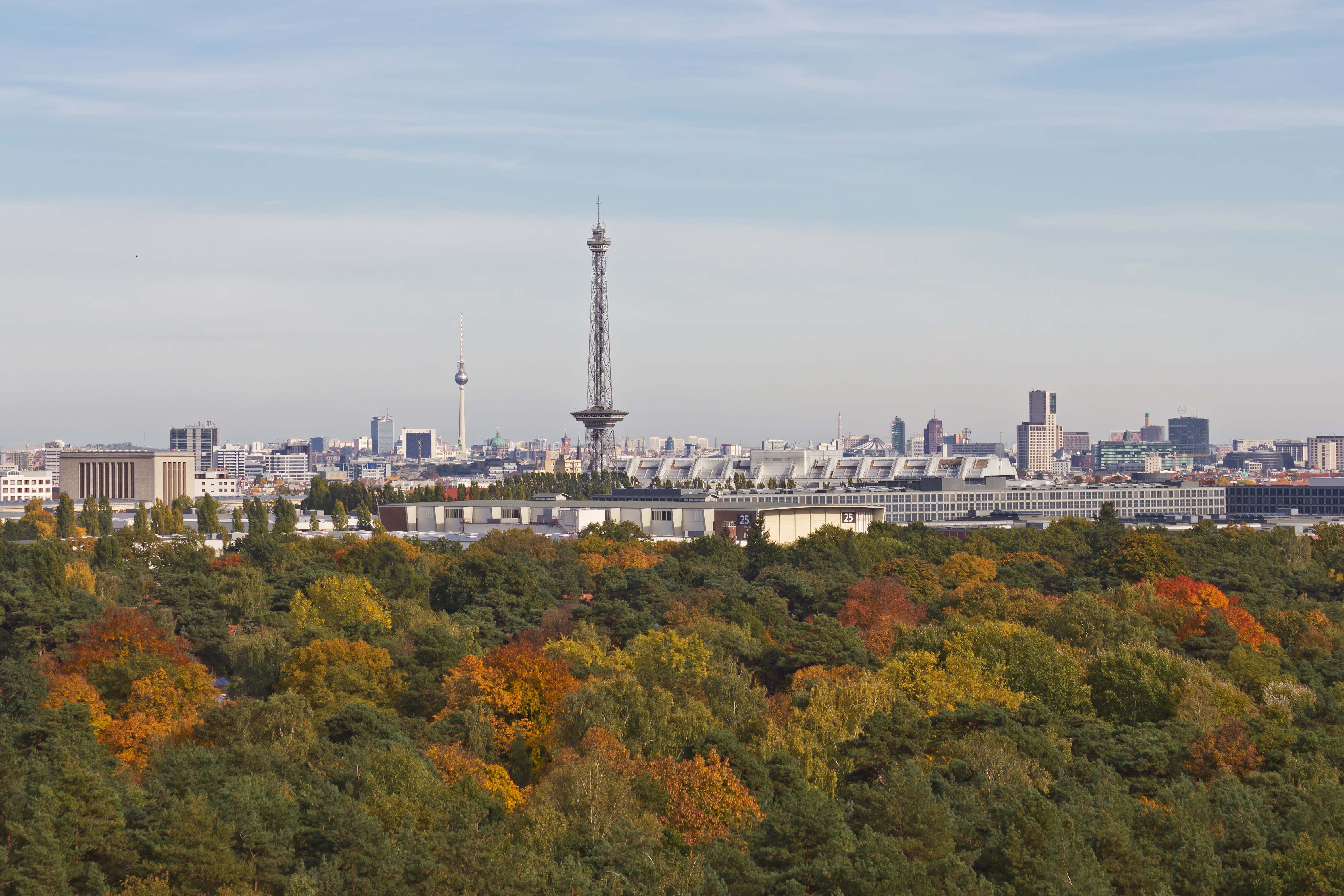
Vistas de Berlín desde la colina de Teufelsberg

El bosque ocupa ¾ partes de la localidad homónima, y una pequeña parte por el sur de Westend y de Nikolassee; y Zehlendorf y Dahlem al norte y noroeste. Se encuentra en las cercanías de Wannsee y su lago, o del bosque de Düppel y está separado de las localidades aledañas de Kladow, Gatow y Wilhelmstadt por el río Havel. También es limítrofe con Schmargendorf.
En la zona del río se encuentran dos pequeñas islas (Lindwerder y Schwanenwerder), una pequeña península (Schildhorn) y la colina de Teufelsberg, cuya latitud es de 117 m s. n. m. En el linde septentrional se encuentra la Torre de radio de Berlín y el Messe Berlin.
Más allá del Havel, la zona del lago Großer Wannsee se encuentran varios lagos y estuarios, de los cuales, los más grandes son Schlachtensee, Krumme Lanke, Grunewaldsee y Hundekehlesee. Estos se encuentran en la zona occidental del bosque y están conectados por un canal. Los demás lagos se encuentran en la parte centro y centro-norte.

### Entorno medioambiental
El entorno del bosque está formado en su mayoría por coníferas y betulaceae.
Algunas áreas del mismo (como las reservas naturales), están vetadas a los visitantes con el objetivo de proteger a la fauna local, en especial anfibios y aves.